# Pidhirne, Pustomîtî
Pidhirne (în ucraineană Підгірне) este un sat în comuna Mîklașiv din raionul Pustomîtî, regiunea Liov, Ucraina.

## Demografie
Componența lingvistică a localității Pidhirne
     Ucraineană (98,27%)
     Rusă (1,52%)
     Alte limbi (0,22%)
Conform recensământului din 2001, majoritatea populației localității Pidhirne era vorbitoare de ucraineană (98,27%), existând în minoritate și vorbitori de rusă (1,52%).